# Koprsko primorje
Das Koprsko primorje, deutsch Küstenland von Koper, ist die Landschaft im äußersten Westen Sloweniens zwischen dem Rand des Karst-Plateaus bei Črni Kal (Stadtgemeinde Koper) und der Küste (slowenische Riviera).
Die Bezeichnung wird uneinheitlich und mit unterschiedlichen Bedeutungen genutzt. Andere Bezeichnungen, die häufig – nicht unwidersprochen – als Synonyme für Koprsko primorje genutzt werden, sind (in Klammern die slowenische Bezeichnungen): Slowenisch-Istrien oder Slowenisches Istrien (Istra Slovenija oder Slovenska Istra), Hügel(land) von Koper (Koprska brda oder Koprsko gričevje), Slowenische Riviera (Slovenska obala), Slowenisches Küstenland (Slovensko primorje), Hügel(land) von Šavrin (Šavrinska brda oder Šavrinsko gričevje).

## Geographie
Die Region liegt in den Gemeindegebieten von Koper, Izola, Piran und Ankaran.
Die 43 Kilometer lange Küste der Adria im slowenischen Istrien verfügt über viele Halbinseln und Buchten, wie die Piran-Bucht, die Koper-Bucht und die Ankaran-Halbinsel mit dem Landschaftspark Debeli rtič sowie das Škocjan-Bucht-Reservat und zwei Landschaftsparks in der Umgebung der Salinen Sečovlje und Strunjan. Die größte Klippe im Golf von Triest befindet sich im Landschaftspark Strunjan. Das Innere des slowenischen Istriens wird durch das Flysch-Gebirge Šavrina repräsentiert, das geografisch vielfältig ist, viele Höhenzüge und an manchen Stellen auch einige Karstphänomene aufweist, z. B. Ausfälle am Karstrand und im Dragonje-Tal. Die wichtigsten Flüsse im slowenischen Istrien sind Risano und Dragonja.